# Heraion von Samos

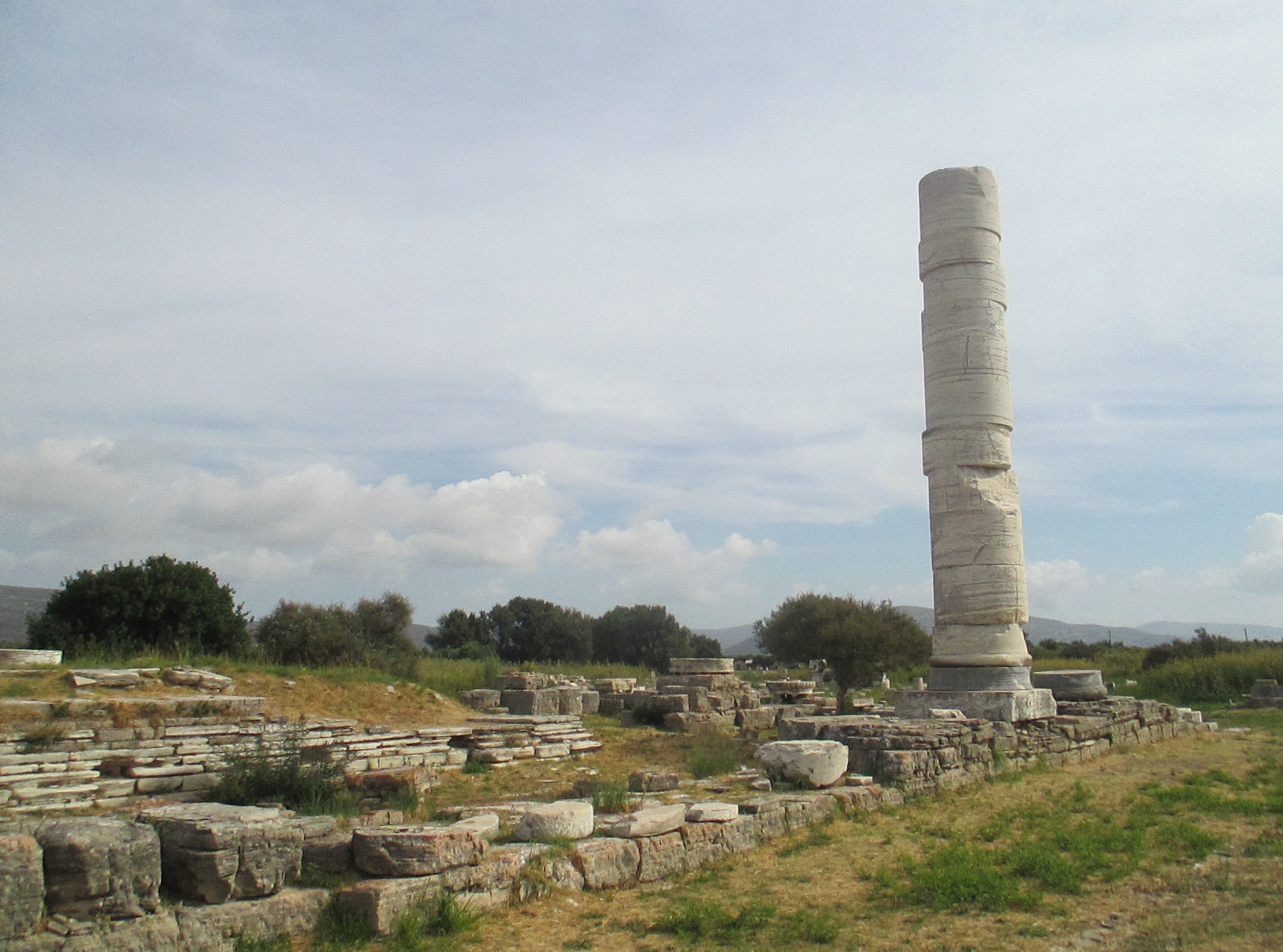
Reste des Tempels im Heraion von Samos mit der einzigen, noch etwa bis zu halber Höhe stehenden Säule des zweiten Dipteros

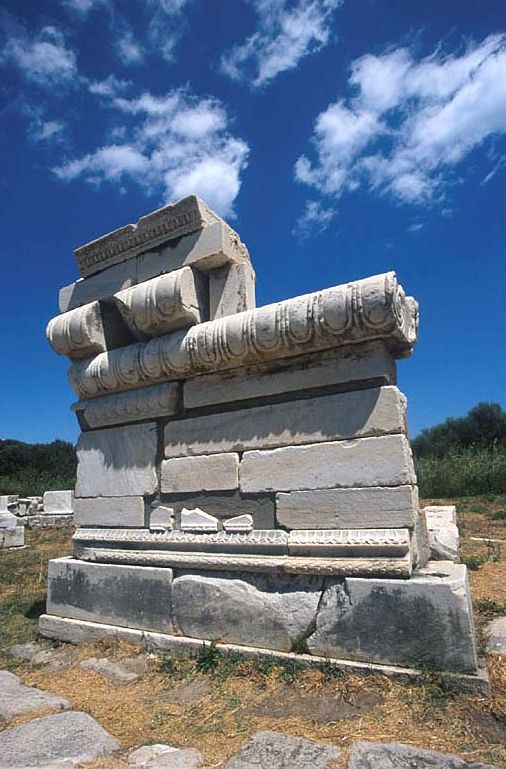
Fragmente des Altars im Heraion auf Samos

Das Heraion von Samos ist das im Altertum berühmte Heiligtum der griechischen Göttin Hera („Heraion“) auf der Insel Samos.
Das Heraion wurde zusammen mit der antiken Stadt, dem heutigen Pythagorio, von der UNESCO zum Weltkulturerbe erklärt. Das Heraion von Samos liegt an der Südküste rund einen Kilometer östlich von Ireon.

## Geschichte
Der Platz des Heiligtums wurde seit der frühen Bronzezeit im 3. Jahrtausend v. Chr. besiedelt. Die Lage der Ansiedlung in der fruchtbaren Ebene an der Flussmündung ins Meer war ideal. Infolge einer Landsenkung um etwa 0,5 m gegen Ende des 2. Jahrtausends v. Chr. und des dadurch steigenden Grundwasserspiegels wurde die Besiedelung wohl letztlich aufgrund der Versumpfung aufgegeben.
Dass das Heiligtum der Hera sich später, in einer topographisch eher ungünstigen Lage in der sumpfigen Ebene zu einer bedeutenden Anlage entwickelte, könnte auf einen älteren Kult zurückzuführen sein, der zumindest in der Überlieferung mit dem Ort verbunden war. Nach einer örtlichen Legende war Hera unter einem Lygosbaum, der im Bereich des Heiligtums stand, geboren worden. Bei den Ausgrabungen der Reste des bronzezeitlichen Heiligtums wurde ein Kultplatz mit einem Baumstumpf gefunden, auf den die Legende zurückgehen könnte.
Die seit dem 7. Jahrhundert v. Chr. stetig ansteigende Bedeutung von Heiligtum und Stadt erreichte einen Höhepunkt im 6. Jahrhundert v. Chr. Neben dem Heraion von Argos stand das bedeutendste Heiligtum der Göttin auf Samos. Im samischen Heraion ausgegrabene Weihegeschenke bezeugen Handelskontakte mit der ganzen damals den Griechen bekannten Welt. Im Heiligtum waren zahlreiche statuarische Weihegeschenke aufgestellt, so etwa die Geneleos-Gruppe und der Große Kouros von Samos.

## Tempelanlage
Der erste monumentale Tempel mit einer doppelten Säulenreihe (der Dipteros I) wurde vom Architekten Theodoros von Samos um 575 v. Chr. aus lokalem Kalkstein erbaut. Der erste Dipteros musste nur zwei oder drei Jahrzehnte nach Baubeginn aufgrund schwerwiegender, durch den sumpfigen Untergrund oder durch ein Erdbeben verursachter Fundamentschäden aufgegeben werden. Der Neubau, der Dipteros II, wurde wahrscheinlich von Rhoikos ab etwa 530 v. Chr. in seinem Kern weitgehend auf Kalksteinspolien des Vorgängerbaus fundamentiert, die inneren Säulen bestanden aus Porosschäften und marmornen Kapitellen und Basen, erst der äußere Säulenkranz wurde um 500 v. Chr. ganz aus Marmor ausgeführt. Der Dipteros II war nach Herodot einst der größte Tempel Griechenlands.

## Forschungsgeschichte
Erste Ausgrabungen unternahm Theodor Wiegand ab 1910, die jedoch in Folge des Ersten Weltkrieges eingestellt werden mussten. Seit 1925 ist das Heraion eine der festen Grabungen der Abteilung Athen des Deutschen Archäologischen Institutes; die Arbeit wurde bedingt durch den Zweiten Weltkrieg unterbrochen, aber 1951 wieder aufgenommen und bis heute fortgeführt. Die Ergebnisse der Ausgrabungen werden publiziert, es gibt eine eigene Reihe Samos des Deutschen Archäologischen Instituts, in welcher die Architektur und die Fundkomplexe in den verschiedenen Kulturschichten, und damit die Chronologie des antiken Heiligtums darstellt werden.
Die Funde aus dem Heraion von Samos werden im archäologischen Museum von Samos-Stadt ausgestellt.
Grabungsleiter
- 1925–1961 Ernst Buschor
- 1963–1975 Ernst Homann-Wedeking
- 1976–1984 Helmut Kyrieleis
- 1987–2004 Hermann J. Kienast
- 2006–2013 Wolf-Dietrich Niemeier
- 2014–2020 Joachim Heiden
- seit 2020: Jan-Marc Henke